# Malostonska kamenica
Malostonska kamenica je školjkaš asimetričnog ovalnog oblika, nepravilnih rubova i čvrste građe. 
Ljušture su žućkaste, sivo-smeđe ili žuto-zelene boje s crvenkastim ili ljubičastim obojenjima. Unutrašnjost je biserno bijele boje, katkad s raznobojnim mrljama. Meso je mekano i sočno, slatko-slanog okusa koje se topi u ustima.
Zemljopisno područje proizvodnje obuhvaća akvatorij Malostonskog zaljeva.
Hrvatski je autohtoni proizvod registriran i zaštićen na zajedničkom tržištu EU, gdje je dobio oznaku izvornosti i zemljopisnog podrijetla u listopadu 2020. godine.